# Blackjack Mulligan
Robert Jack Windham (né le 26 novembre 1942 à Sweetwater, Texas et mort le 7 avril 2016), plus connu sous le nom de Blackjack Mulligan, est un catcheur professionnel, auteur et footballeur américain. Il est également le père des catcheurs Barry et Kendall Windham, le beau-père de Mike Rotunda et le grand-père de Bray Wyatt et Bo Dallas.

## Carrière dans le football américain
Jeune homme, Windham joue au football américain en NCAA pour le Texas Western College, actuellement dénommé Université du Texas à El Paso. Windham a ensuite servi un an dans le corps des marines des États-Unis. Il intègre, par la suite, la franchise des Jets de New York durant la pré-saison 1966 et effectue par la suite des essais infructueux chez les Saints de La Nouvelle-Orléans et chez les Broncos de Denver en NFL.

## Vie personnelle
Il meurt le 7 avril 2016, à l'âge de 73 ans 
Mulligan a un fils qui lui aussi est un catcheur : Barry windham  .

## Palmarès
- Championship Wrestling from Florida
  - 1 fois NWA Brass Knuckles Championship (Florida version)
  - 1 fois NWA United States Tag Team Championship (Florida version) – avec Dusty Rhodes
- European Wrestling Union
  - 1 fois EWU World Super Heavyweight Championship
- International Pro Wrestling
  - 1 fois IWA World Tag Team Championship – avec Larry Hennig
- International Wrestling Federation
  - 1 fois IWF Heavyweight Championship
- Mid-Atlantic Championship Wrestling
  - 3 fois NWA United States Heavyweight Championship (Mid-Atlantic version)
  - 1 fois NWA World Tag Team Championship (Mid-Atlantic version) – avec Ric Flair
- NWA Big Time Wrestling
  - 1 fois NWA American Heavyweight Championship
  - 1 fois NWA American Tag Team Championship – avec Blackjack Lanza
  - 2 fois NWA Texas Heavyweight Championship
  - 1 fois NWA Texas Tag Team Championship – avec Blackjack Lanza
  - 1 fois NWA Brass Knuckles Championship (Texas version)
- NWA Western States Sports
  - 2 fois NWA International Heavyweight Championship (Amarillo version)
  - 1 fois NWA Western States Tag Team Championship – avec Dick Murdoch
- Professional Wrestling Hall of Fame
  - Hall of Fame 2016[5] - En tant que membre de The Blackjacks
- Pro Wrestling Illustrated
  - PWI Most Inspirational Wrestler of the Year (1978)[6]
  - Classé '159e parmi les 500 meilleurs catcheurs au PWI 500 en 2003.
- World Wrestling Association
  - 1 fois WWA World Heavyweight Championship
  - 1 fois WWA World Tag Team Championship – avec Blackjack Lanza[7]
- World Wide Wrestling Federation / Entertainment
  - 1 fois WWWF Tag Team Championship – avec Blackjack Lanza
  - WWE Hall of Fame (2006)